# Carlos Alcaraz
Carlos Alcaraz Garfia (* 5. Mai 2003 in El Palmar, Murcia) ist ein spanischer Tennisspieler. Mit dem Sieg bei den US Open 2022 wurde er die jüngste Nummer 1 der Weltrangliste. Mit den Turniersiegen 2023 in Wimbledon und 2024 bei den French Open wurde er zum jüngsten Spieler, der auf allen drei Belägen ein Grand-Slam-Turnier gewann; die Titel in Wimbledon und bei den French Open schaffte er jeweils im Folgejahr zu verteidigen. Außerdem zog er als jüngster Spieler ins Endspiel der Olympischen Spiele ein.

## Karriere

### Bis 2020: Jugend und erste Erfolge auf der Challenger und ATP Tour
Alcaraz wurde im Juli 2018 U16-Europameister. Im Endspiel schlug er Holger Rune. Im September 2018 trug er entscheidend zum Titelgewinn des spanischen Junioren-Davis-Cup-Teams bei und wird seitdem von Juan Carlos Ferrero, der früheren Nummer 1 der ATP-Weltrangliste und dem Grand-Slam-Sieger der French Open 2003, trainiert. Sein bestes Resultat auf der ITF Junior Tour war das Erreichen der Viertelfinals 2019 in Wimbledon, wo er Martin Damm unterlag. Obwohl er noch bis Ende 2021 als Junior spielberechtigt gewesen war, blieb dies sein letztes Turnier auf der Tour. Er erreichte im Januar 2020 Platz 22 der Junior-Rangliste, seinen Höchstwert.
Stattdessen nahm er ab 2019 regelmäßig an Profiturnieren teil. Bei seinem ersten Turnier auf der ATP Challenger Tour in Alicante, wo er dank einer Wildcard teilnahm, gewann er gegen Jannik Sinner. Damit wurde er der erste Spieler aus dem Jahrgang 2003, der ein Match auf dieser Ebene gewann. In Murcia gelang ihm in der Folgewoche als erst fünftem U16-Spieler (seit 2000) mit Pedro Martínez einen Top-200-Spieler zu besiegen. Im weiteren Verlauf des Jahres gewann Alcaraz seinen ersten Titel auf der ITF Future Tour. Beim Challenger in Sevilla besiegte er abermals zwei Spieler der Top 200, darunter erneut Martínez, und erreichte erstmals das Viertelfinale. Das Jahr beendete er innerhalb der Top 500 der Tennisweltrangliste.
Nach zwei Future-Titeln am Jahresanfang 2020 bekam er für das ATP-Tour-Event in Rio eine Wildcard. Dort gewann er in seinem ersten Match auf diesem Niveau in 3:36 Stunden gegen die Nummer 41 der Weltrangliste Albert Ramos Viñolas in drei Sätzen. Anschließend unterlag er Federico Coria. Im August und Oktober 2020 erreichte er insgesamt vier Challenger-Finals und blieb in Triest, Barcelona und Alicante siegreich. Durch seine Erfolge stieg er im Jahr 2020 (in welchem aufgrund der COVID-19-Pandemie fünf Monate lang keine Profi-Turniere stattfanden) von Platz 492 bis auf Platz 136 der Weltrangliste. Dafür wurde er mit dem ATP-Newcomer-of-the-Year-Award geehrt.

### 2021: Grand-Slam-Debüt, erster ATP-Titel und Einstieg in die Top 50
Im Januar 2021 überstand Alcaraz das in Doha ausgetragenen Qualifikationsturnier der Australian Open 2021 und spielte sein erstes Grand-Slam-Turnier. Damit wurde er der jüngste Australian-Open-Qualifikant seit Novak Đoković bei den Australian Open 2005. Beim ebenfalls in Melbourne stattfindenden Vorbereitungsturnier erreichte Alcaraz durch einen Sieg über den an Position 1 gesetzten David Goffin das Achtelfinale. Bei den Australian Open konnte Alcaraz gegen den ebenfalls als Qualifikant gestarteten Botic van de Zandschulp direkt sein erstes Grand-Slam-Match gewinnen und wurde somit zum jüngsten Sieger eines Grand-Slam-Matches seit Thanasi Kokkinakis bei den Australian Open 2014, ehe er in der zweiten Runde Mikael Ymer unterlag. Nachdem er in Marbella erstmals ein ATP-Halbfinale erreicht und in Oeiras einen weiteren Challenger-Titel gewonnen hatte, stieg Alcaraz im Mai 2021 in die Top 100 der Weltrangliste ein.
Bei den French Open erreichte er als Qualifikant durch einen Sieg über den an 28 gesetzten Nikolos Bassilaschwili die dritte Runde, wo er Jan-Lennard Struff unterlag. In Wimbledon startete er mit einer Wildcard und schied in der zweiten Runde gegen den Weltranglistenzweiten Daniil Medwedew aus. Im Juli 2021 gewann Alcaraz in Umag durch einen Finalsieg über Richard Gasquet seinen ersten ATP-Titel. Er wurde damit der jüngste Sieger eines ATP-Turniers seit Kei Nishikori in Delray Beach 2008. Nachdem er in Winston-Salem ein weiteres Halbfinale erreicht hatte, kam Alcaraz bei den US Open unter anderem durch Siege über den an Position 26 gesetzten Cameron Norrie sowie den Weltranglistendritten Stefanos Tsitsipas ins Viertelfinale. Er wurde damit der jüngste US-Open-Viertelfinalist seit Thomaz Koch im Jahr 1963 sowie der jüngste Grand-Slam-Viertelfinalist seit Michael Chang bei den French Open 1990. Nach einem weiteren Halbfinale in Wien konnte Alcaraz zum Jahresabschluss bei den Next Gen ATP Finals in Mailand durch einen Finalsieg über Sebastian Korda einen weiteren Titel gewinnen. Er stieg innerhalb eines Jahres um mehr als 100 Plätze in der Weltrangliste und beendete das Jahr auf Platz 32.

### 2022: Erste Masters-Titel, Sieg bei den US Open und jüngste Nummer 1 der Weltrangliste
Bei den Australian Open 2022 verlor Alcaraz in der dritten Runde im Tie-Break des fünften Satzes gegen den späteren Halbfinalisten Matteo Berrettini. Einen Monat später gelang ihm im Viertelfinale des Turniers von Rio die Revanche gegen den Weltranglistensechsten Berrettini, bevor er im Finale durch einen Sieg über Diego Schwartzman seinen zweiten Titel gewann. Er wurde damit zum jüngsten Sieger eines Turniers der ATP-Tour-500-Kategorie, seit diese im Jahr 2009 eingeführt worden war. Im März 2022 erreichte Alcaraz in Indian Wells unter anderem durch einen Sieg über Titelverteidiger Cameron Norrie erstmals das Halbfinale eines Masters-Turniers, das er nach über drei Stunden Spielzeit gegen Rafael Nadal verlor. Zwei Wochen später konnte er in Miami durch einen Finalsieg über Casper Ruud seinen ersten Masters-Titel gewinnen. Er wurde damit der jüngste sowie der erste spanische Sieger in der 37-jährigen Turniergeschichte. Zudem ist er nach Michael Chang und Rafael Nadal der insgesamt drittjüngste Sieger eines Masters-Turniers.
Beim Sandplatzturnier von Barcelona kam es aufgrund von Regen zu Verzögerungen, sodass Alcaraz am Finaltag sowohl das Halbfinale als auch das Finale spielen musste. Nachdem er im Halbfinale gegen Alex de Minaur zwei Matchbälle abgewehrt und schließlich nach 3:40 Stunden Spielzeit gewonnen hatte, setzte er sich nur wenige Stunden später im Finale deutlich in zwei Sätzen gegen Pablo Carreño Busta durch. Mit diesem Turniergewinn stieg Alcaraz erstmals in die Top 10 der Weltrangliste ein. Er wurde damit der jüngste Spieler in den Top 10 seit Nadal, der dies 17 Jahre zuvor ebenfalls nach dem Gewinn des Turniers in Barcelona geschafft hatte. Im Mai 2022 gewann Alcaraz in Madrid seinen zweiten Masters-Titel. Dabei besiegte er mit Nadal, Đoković und Titelverteidiger Alexander Zverev nacheinander drei Spieler aus den Top 4 der Weltrangliste. Bei den French Open schied er im Viertelfinale gegen Zverev aus. Beim nächsten Grand-Slam-Turnier in Wimbledon erreichte er erstmals das Achtelfinale und verlor dort gegen Jannik Sinner. Beim folgenden Sandplatzturnier in Hamburg verlor Alcaraz gegen Lorenzo Musetti erstmals ein ATP-Tour-Finale. Eine Woche später verlor er in Umag gegen Sinner ein weiteres Finale und konnte somit seinen ein Jahr zuvor gewonnenen ersten Titel nicht verteidigen. Dennoch reichten die erspielten Weltranglistenpunkte zum erstmaligen Einzug in die Top 4 der Weltrangliste.
Bei den US Open erreichte Alcaraz nach drei aufeinanderfolgenden Fünf-Satz-Siegen gegen Marin Čilić, Sinner und Frances Tiafoe zum ersten Mal in seiner Karriere ein Grand-Slam-Finale. Dabei musste er im Viertelfinale gegen Sinner, welches mit über fünf Stunden Spielzeit das zweitlängste Match der Turniergeschichte war, einen Matchball abwehren. Im Finale bezwang er Casper Ruud in vier Sätzen und gewann somit seinen ersten Grand-Slam-Titel. Er ist der jüngste Grand-Slam-Sieger seit Rafael Nadal bei den French Open 2005 und der jüngste US-Open-Sieger seit Pete Sampras im Jahr 1990. Er stieg damit an die Spitze der Weltrangliste und wurde der jüngste Weltranglistenerste seit deren Einführung im Jahr 1973.

### 2023: Erster Wimbledon-Triumph

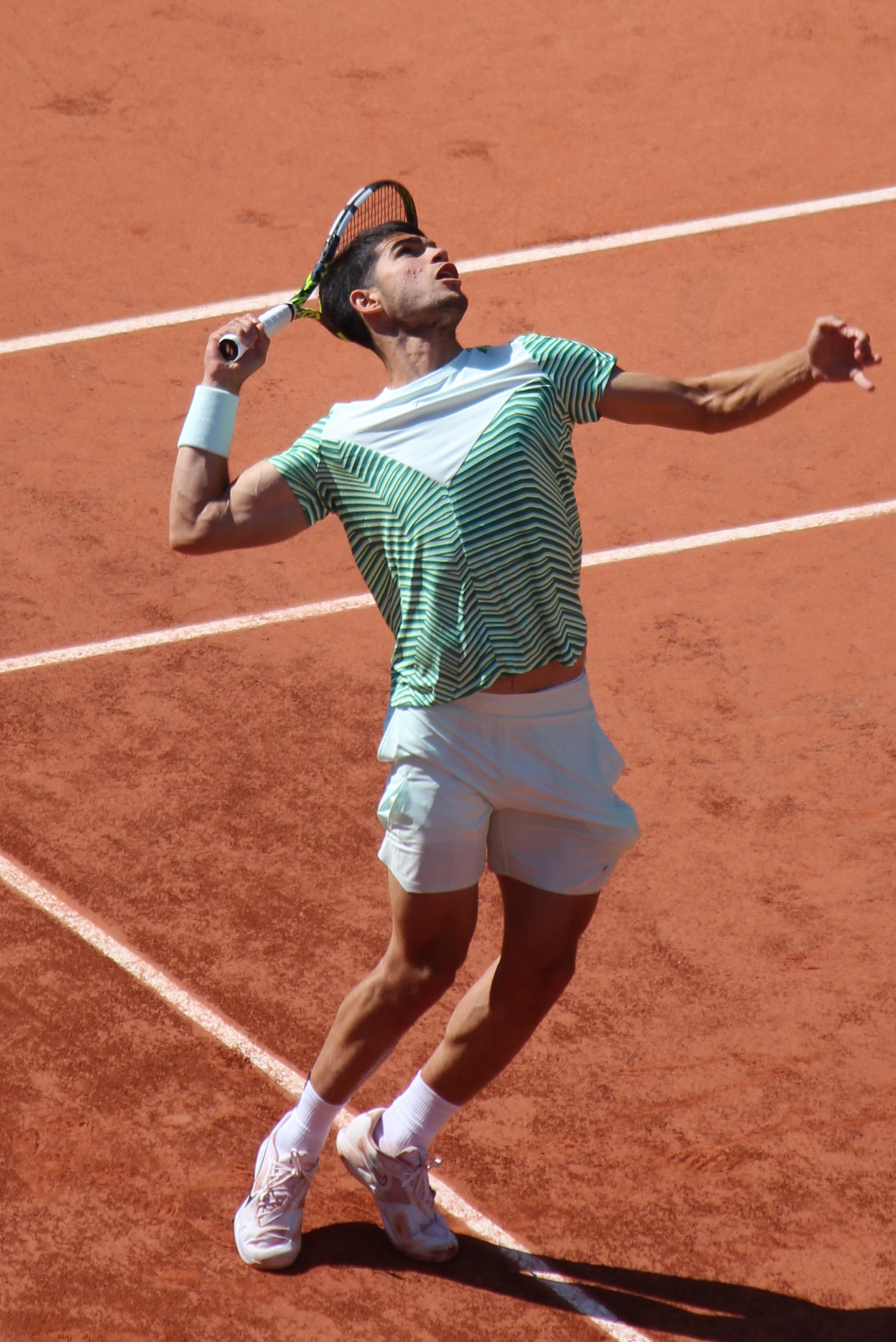
Alcaraz bei den French Open 2023

Im März 2023 feierte Alcaraz beim Turnier in Indian Wells seinen 100. Einzel-Sieg auf der ATP Tour. Zudem holte er sich mit seinem dritten Masters-Titel von Novak Đoković die Spitze der Weltrangliste zurück, nachdem er Anfang des Jahres hatte pausieren und die Australian Open ausfallen lassen müssen. Nach dem zwischenzeitlichen Verlust der Weltranglistenführung kehrte er nach seinem ersten Rasentitel im Queen’s Club wieder an die Spitze zurück. Im Finale von Wimbledon gewann Alcaraz gegen Đoković mit 1:6, 7:6, 6:1, 3:6 und 6:4 und konnte somit seinen zweiten Grand-Slam-Titel feiern. Im Halbfinale der French Open verlor er noch in vier Sätzen gegen ihn, nachdem er dort ab Beginn des dritten Satzes mit Krämpfen zu kämpfen gehabt hatte. Nach diesem Titel gelang ihm 2023 kein weiterer Turniersieg, er beendete die Saison auf dem zweiten Weltranglistenplatz.

### 2024: Sieg bei den French Open und zweiter Titel in Wimbledon
2024 schied er bei den Australian Open nach einem 1:6, 3:6, 7:6 (6:2), 4:6 gegen Alexander Zverev im Viertelfinale aus. In Indian Wells gelang ihm durch einen Zweisatzsieg (7:6, 6:1) gegen Daniil Medwedew die Titelverteidigung. Nach dem Masters in Madrid konnte er wegen eines Ödems im Unterarm bis zu den French Open kein Turnier mehr bestreiten. Dort gewann er nach einem Fünf-Satz-Halbfinalsieg gegen den neuen Weltranglistenersten Jannik Sinner im Finale gegen Alexander Zverev mit 6:3, 2:6, 5:7, 6:1, 6:2 seinen dritten Grand-Slam-Titel. Durch diesen Triumph ist er der jüngste Spieler, der auf allen Belägen ein Grand-Slam-Turnier gewinnen konnte. In Wimbledon konnte er seinen Titel verteidigen, im Finale bezwang er wie im Vorjahr Novak Đoković mit 6:2, 6:2, 7:6 (7:4). Damit gewann er als bisher jüngster Spieler nacheinander die French Open und Wimbledon. Bei den Olympischen Spielen in Paris erreichte er als bisher jüngster Spieler das Finale im Einzel, dieses Mal verlor er jedoch gegen Đoković in zwei Sätzen. Bei den US Open schied er überraschend nach einer Dreisatzniederlage gegen Botic van de Zandschulp in der zweiten Runde aus.

### 2025
Im Frühjahr 2025 gewann er mit Finalerfolgen gegen Lorenzo Musetti und Jannik Sinner erstmals die Turniere in Monte Carlo und Rom und somit seine Masterstitel sechs und sieben. Bei den French Open gewann er im längsten Finale der Turniergeschichte (5:29 Stunden) mit 4:6, 6:7, 6:4, 7:6, 7:6 gegen Jannik Sinner seinen fünften Grand-Slam-Titel. Im Wimbledon-Endspiel einen Monat später, das der Spanier zum dritten Mal in Folge erreichte, nahm Sinner mit 6:4, 4:6, 4:6, 4:6 erfolgreich Revanche an Alcaraz, womit dieser erstmals ein Grand-Slam-Finale verlor. Beim Masters-Turnier in Cincinnati traf er im Finale erneut auf Sinner. Dort musste Sinner jedoch wegen gesundheitlicher Probleme aufgeben. Alcaraz gewann damit sein achtes Masters-Turnier.

## Erfolge
| Legende (Anzahl der Siege)                |
| Grand Slam (5)                            |
| ATP Finals Next Generation ATP Finals (1) |
| ATP Tour Masters 1000 (8)                 |
| ATP Tour 500 (7)                          |
| ATP Tour 250 (2)                          |
| ATP Challenger Tour (4)                   |

| ATP-Titel nach Belag |
| Hartplatz (7)        |
| Sand (11)            |
| Rasen (4)            |

### Einzel

#### Turniersiege

##### ATP Tour
| Nr. | Datum              | Turnier          | Belag         | Finalgegner         | Ergebnis                   |
| --- | ------------------ | ---------------- | ------------- | ------------------- | -------------------------- |
| 1.  | 25. Juli 2021      | Umag             | Sand          | Richard Gasquet     | 6:2, 6:2                   |
| 2.  | 20. Februar 2022   | Rio de Janeiro   | Sand          | Diego Schwartzman   | 6:4, 6:2                   |
| 3.  | 3. April 2022      | Miami            | Hartplatz     | Casper Ruud         | 7:5, 6:4                   |
| 4.  | 24. April 2022     | Barcelona (1)    | Sand          | Pablo Carreño Busta | 6:3, 6:2                   |
| 5.  | 8. Mai 2022        | Madrid (1)       | Sand          | Alexander Zverev    | 6:3, 6:1                   |
| 6.  | 11. September 2022 | US Open          | Hartplatz     | Casper Ruud         | 6:4, 2:6, 7:61, 6:3        |
| 7.  | 19. Februar 2023   | Buenos Aires     | Sand          | Cameron Norrie      | 6:3, 7:5                   |
| 8.  | 19. März 2023      | Indian Wells (1) | Hartplatz     | Daniil Medwedew     | 6:3, 6:2                   |
| 9.  | 23. April 2023     | Barcelona (2)    | Sand          | Stefanos Tsitsipas  | 6:3, 6:4                   |
| 10. | 7. Mai 2023        | Madrid (2)       | Sand          | Jan-Lennard Struff  | 6:4, 3:6, 6:3              |
| 11. | 25. Juni 2023      | London (1)       | Rasen         | Alex de Minaur      | 6:4, 6:4                   |
| 12. | 16. Juli 2023      | Wimbledon (1)    | Rasen         | Novak Đoković       | 1:6, 7:66, 6:1, 3:6, 6:4   |
| 13. | 17. März 2024      | Indian Wells (2) | Hartplatz     | Daniil Medwedew     | 7:65, 6:1                  |
| 14. | 9. Juni 2024       | French Open (1)  | Sand          | Alexander Zverev    | 6:3, 2:6, 5:7, 6:1, 6:2    |
| 15. | 14. Juli 2024      | Wimbledon (2)    | Rasen         | Novak Đoković       | 6:2, 6:2, 7:64             |
| 16. | 2. Oktober 2024    | Peking           | Hartplatz     | Jannik Sinner       | 6:76, 6:4, 7:63            |
| 17. | 9. Februar 2025    | Rotterdam        | Hartplatz (i) | Alex de Minaur      | 6:4, 3:6, 6:2              |
| 18. | 13. April 2025     | Monte Carlo      | Sand          | Lorenzo Musetti     | 3:6, 6:1, 6:0              |
| 19. | 18. Mai 2025       | Rom              | Sand          | Jannik Sinner       | 7:65, 6:1                  |
| 20. | 8. Juni 2025       | French Open (2)  | Sand          | Jannik Sinner       | 4:6, 6:74, 6:4, 7:63, 7:62 |
| 21. | 22. Juni 2025      | London (2)       | Rasen         | Jiří Lehečka        | 7:5, 6:75, 6:2             |
| 22. | 18. August 2025    | Cincinnati       | Hartplatz     | Jannik Sinner       | 5:0 Aufgabe                |

##### Next Generation ATP Finals
| Nr. | Datum             | Turnier | Belag         | Finalgegner     | Ergebnis       |
| --- | ----------------- | ------- | ------------- | --------------- | -------------- |
| 1.  | 13. November 2021 | Mailand | Hartplatz (i) | Sebastian Korda | 4:35, 4:2, 4:2 |

##### ATP Challenger Tour
| Nr. | Datum            | Turnier   | Belag | Finalgegner      | Ergebnis      |
| --- | ---------------- | --------- | ----- | ---------------- | ------------- |
| 1.  | 30. August 2020  | Triest    | Sand  | Riccardo Bonadio | 6:4, 6:3      |
| 2.  | 11. Oktober 2020 | Barcelona | Sand  | Damir Džumhur    | 4:6, 6:2, 6:1 |
| 3.  | 18. Oktober 2020 | Alicante  | Sand  | Pedro Martínez   | 7:66, 6:3     |
| 4.  | 22. Mai 2021     | Oeiras    | Sand  | Facundo Bagnis   | 6:4, 6:4      |

#### Finalteilnahmen
| Nr. | Datum            | Turnier        | Belag     | Finalgegner     | Ergebnis           |
| --- | ---------------- | -------------- | --------- | --------------- | ------------------ |
| 1.  | 24. Juli 2022    | Hamburg        | Sand      | Lorenzo Musetti | 4:6, 7:66, 4:6     |
| 2.  | 31. Juli 2022    | Umag           | Sand      | Jannik Sinner   | 7:65, 1:6, 1:6     |
| 3.  | 26. Februar 2023 | Rio de Janeiro | Sand      | Cameron Norrie  | 7:5, 4:6, 5:7      |
| 4.  | 20. August 2023  | Cincinnati     | Hartplatz | Novak Đoković   | 7:5, 6:77, 6:74    |
| 5.  | 4. August 2024   | Paris          | Sand      | Novak Đoković   | 6:73, 6:72         |
| 6.  | 21. April 2025   | Barcelona      | Sand      | Holger Rune     | 6:76, 2:6          |
| 7.  | 13. Juli 2025    | Wimbledon      | Rasen     | Jannik Sinner   | 6:4, 4:6, 4:6, 4:6 |

## Leistungsbilanz
| Turnier                      | 2025  | 2024  | 2023  | 2022              | 2021              | 2020              | 2019              | 2018              | Gesamt |
| ---------------------------- | ----- | ----- | ----- | ----------------- | ----------------- | ----------------- | ----------------- | ----------------- | ------ |
| Australian Open              | VF    | VF    | –     | 3R                | 2R                | –                 | –                 | –                 | VF     |
| French Open                  | S     | S     | HF    | VF                | 3R                | –                 | –                 | –                 | S      |
| Wimbledon                    | F     | S     | S     | AF                | 2R                | n. a.             | –                 | –                 | S      |
| US Open                      |       | 2R    | HF    | S                 | VF                | –                 | –                 | –                 | S      |
| ATP Finals                   |       | RR    | HF    | –                 | –                 | –                 | –                 | –                 | HF     |
| Indian Wells Masters         | HF    | S     | S     | HF                | 2R                | n. a.             | –                 | –                 | S      |
| Miami Masters                | 2R    | VF    | HF    | S                 | 1R                | n. a.             | –                 | –                 | S      |
| Monte Carlo Masters          | S     | –     | –     | 2R                | –                 | n. a.             | –                 | –                 | S      |
| Madrid Masters               | –     | VF    | S     | S                 | 2R                | n. a.             | –                 | –                 | S      |
| Rom Masters                  | S     | –     | 3R    | –                 | –                 | –                 | –                 | –                 | S      |
| Kanada Masters               | –     | –     | VF    | 2R                | –                 | n. a.             | –                 | –                 | VF     |
| Cincinnati Masters           | S     | 2R    | F     | VF                | 1R                | –                 | –                 | –                 | F      |
| Shanghai Masters             |       | VF    | AF    | nicht ausgetragen | nicht ausgetragen | nicht ausgetragen | –                 | –                 | VF     |
| Paris Masters                |       | AF    | 2R    | VF                | AF                | –                 | –                 | –                 | VF     |
| Olympische Spiele            | n. a. | F     | n. a. | n. a.             | –                 | nicht ausgetragen | nicht ausgetragen | nicht ausgetragen | F      |
| Davis Cup                    |       | VF    | –     | VF                | –                 | n. a.             | –                 | –                 | VF     |
| Turnierteilnahmen4           | 12    | 16    | 17    | 17                | 18                | 1                 | 0                 | 0                 | 81     |
| Erreichte Finals             | 8     | 5     | 8     | 7                 | 1                 | 0                 | 0                 | 0                 | 28     |
| Gewonnene Einzel-Titel       | 6     | 4     | 6     | 5                 | 1                 | 0                 | 0                 | 0                 | 21     |
| Hartplatz-Siege/-Niederlagen | 21:4  | 29:8  | 28:9  | 27:8              | 20:10             | 0:0               | 0:0               | 0:0               | 124:39 |
| Sand-Siege/-Niederlagen      | 22:1  | 17:4  | 25:3  | 27:4              | 11:6              | 1:1               | 0:0               | 0:0               | 103:19 |
| Rasen-Siege/-Niederlagen     | 11:1  | 8:1   | 12:0  | 3:1               | 1:1               | 0:0               | 0:0               | 0:0               | 35:4   |
| Gesamt-Siege/-Niederlagen4   | 54:6  | 54:13 | 65:12 | 57:13             | 32:17             | 1:1               | 0:0               | 0:0               | 263:62 |
| Jahresendposition            |       | 3     | 2     | 1                 | 32                | 141               | 492               | 1491              | N/A    |

Zeichenerklärung: S = Turniersieg; F, HF, VF, AF = Einzug ins Finale / Halbfinale / Viertelfinale / Achtelfinale; 1R, 2R, 3R = Ausscheiden in der 1. / 2. / 3. Hauptrunde; RR = Round Robin (Gruppenphase);
PO = Playoff (Auf- und Abstiegsrunde in der Davis-Cup-Weltgruppe); n. a. = Turnier wurde in dem Jahr nicht ausgetragen
1 Das Turnier von Hamburg ist seit 2009 nicht mehr Teil der Masters-Serie.

2 Das Turnier von Stockholm fand nur von 1990 bis 1995 als Masters-Turnier statt.

3 Das Turnier von Stuttgart fand 1995 einmal in Essen statt und war davor nicht Teil der Masters-Serie.

4 Hier gelten nur – wie auch bei Finalteilnahmen und gewonnenen Titeln – Turniere der ATP Tour sowie die vier Grand-Slam-Turniere und die ATP Finals; d. h. keine Challenger- und Future-Turniere oder Mannschaftswettbewerbe (Davis Cup oder World Team Cup).
4 Letztere zählen jedoch in den Sieg/Niederlagen-Statistiken rein. Kurzfristige Rücktritte vom Match zählen weder zu den Turnierteilnahmen (wenn in der ersten Runde) noch zur Siegesbilanz.

8 Stand: 14. Juli 2025

## Auszeichnungen und Preise (Auswahl)
- Laureus World Sports Award (Durchbruch des Jahres): 2023[23]
- Premio Rey Felipe 2022, Spaniens bester Sportler des Jahres[24]
- ATP Awards:
  - Spieler des Jahres: 2022
  - Most Improved Player: 2022
  - Newcomer des Jahres: 2020